# Palpita aethrophanes
Palpita aethrophanes es una especie de polilla perteneciente a la familia Crambidae descrita por Edward Meyrick en 1934. Se encuentra en la República Democrática del Congo (North Kivu).